# Top 2000 D
Top 2000 D war ein gemeinsames Projekt des ostdeutschen Radiosenders DT64 und des süddeutschen Senders SDR 3 zur Ermittlung von „gesamtdeutschen“ Hörercharts. Die „längste Hitparade der Welt“ wurde vom 12. April 1990 bis zum 16. August 1990 ermittelt und vom 17. bis zum 25. August 1990 gesendet.

## Beschreibung
DT64 war das Jugendradio der Deutschen Demokratischen Republik (DDR), der SDR 3 das Jugendprogramm des Süddeutschen Rundfunks in der Bundesrepublik. Der SDR 3 hatte 1989 bereits die Top Tausend X gesendet.
Die Favoriten wurden von den Hörern der beiden Sender per Postkarte gewählt. An der Spitze der Hitliste stand der Titel Nothing Compares 2 U von Sinéad O’Connor, gefolgt von Brothers in Arms von den Dire Straits und Stairway to Heaven von Led Zeppelin.
Von den Hörern des SDR 3 wurden die Dire Straits mit Brothers in Arms vor Led Zeppelin mit Stairway to Heaven und Wish you Were Here von Pink Floyd, bei den DT64-Hörern Enjoy the Silence von Depeche Mode vor Nothing Compares 2 U von Sinéad O’Connor und Hangin' Tough von New Kids on the Block gewählt. Auch auf den anderen Rängen gab es zum Teil erhebliche Unterschiede zwischen Ost und Südwest.
Alle 2.008 Titel konnten ab dem 17. August auf beiden Sendern gehört werden.
Die Moderation übernahmen vier Teams: Matthias Holtmann mit Günter Schneidewind, Stefan Siller mit Uwe Wassermann in Stuttgart sowie Marion Brasch mit Thomas Schmidt und Lutz Bertram mit Friedemann Leinert in Berlin.
Der Countdown für die Siegertitel der Hitparade lief bei der Abschlussveranstaltungen auf dem Cannstatter Wasen, die zum größten Teil von der ARD übertragen wurde, und der Freilichtbühne Dresden. Als Livebands traten in Stuttgart u. a. Rockhaus, Rio Reiser und Die Toten Hosen auf und in Dresden Nena.